# Adolfo Bartoli
Pour les articles homonymes, voir Bartoli.
Adolfo Bartoli (né le 19 mars 1851 à Florence et mort le 18 juillet 1896  à Pavie) est un physicien italien surtout connu pour avoir introduit le concept de pression de radiation à partir de considérations thermodynamiques.

## Biographie
Né à Florence en 1851, Bartoli étudie la physique et les mathématiques à l'Université de Pise jusqu'en 1874. Trois ans plus tard, en 1876, il est professeur à l'institut technique d'Arezzo, ensuite il œuvre à l'Université de Sassari à partir de 1878, puis à l'institut technique de Firenze en 1879. De 1886 à 1893, il est professeur à l'Université de Catane et complète sa carrière à l'Université de Pavie à partir de 1893.
En 1874, James Clerk Maxwell découvre que l'existence de tensions dans ce qui est appelé à l'époque l'éther, telle la pression de radiation, découle de la théorie de l'électromagnétisme. En 1876, Bartoli dérive l'existence de cette radiation à partir de la théorie de la thermodynamique. Il avance que la température radiante d'un corps peut être élevée en réfléchissant sa lumière à partir d'un miroir mobile. En conséquence, il est donc possible de transférer de l'énergie d'un corps plus froid à un corps plus chaud. Pour éliminer cette violation du second principe de la thermodynamique, il est nécessaire que la lumière communique une pression au miroir. Pour cette raison, la pression de radiation est parfois appelée « pression de Maxwell-Bartoli ».
Plus tard, cette pression de radiation joue un rôle important dans les recherches d'Albert Einstein sur l'équivalence masse-énergie et l'effet photoélectrique. Einstein a demeuré à Pavie en 1895 alors que Bartoli occupait la chaire de physique à l'université locale. Cependant, on ignore si Einstein fut influencé par Bartoli.
Bartoli meurt à Pavie en 1896.